# Band-e-Sultan-Talsperre
Die Band-e-Sultan-Talsperre ist eine rund 1000 Jahre alte Talsperre in Afghanistan. International in die Schlagzeilen geriet sie durch einen Dammbruch am 29. März 2005, bei dem mindestens sechs, vielleicht auch acht Menschen ums Leben kamen.
Die Talsperre befindet sich in der südöstlichen Provinz Ghazni nahe bei dem gleichnamigen Ort Ghazni. Sie wurde im 11. Jahrhundert von Sultan Mahmood Ghaznavi gebaut, dient der Wasserversorgung und soll die älteste und größte Talsperre Afghanistans sein. Der Stauinhalt beträgt mehrere Millionen Kubikmeter.
Im März 2005 gab es starke Schnee- und Regenfälle, die zu Überschwemmungen führten. Die Wassermengen im Stausee stiegen so stark an, dass der Staudamm in der Nacht vom Montag, dem 28. auf Dienstag, den 29. März brach. Die Flutwelle reichte bis in die 30 km südlicher gelegene Stadt Ghazni. Mehrere Tausend Hektar standen unter Wasser. 70 Häuser wurden zerstört, ebenso die Poli-Borje-Barq-Brücke in Ghazni und zwei weitere kleinere Brücken oberhalb der Stadt.
Der Staudamm wurde wieder aufgebaut. Im Mai 2006 war der Wiederaufbau fast beendet.
Im Jahr 2013 ermöglicht der Damm die Bewässerung von ca. 15.000 Hektar Land und soll zukünftig eine Stromerzeugung für 50.000 Familien ermöglichen.